# 요시다 아키요
요시다 아키요(일본어: 吉田明世, 1988년 4월 14일 ~ )는 일본의 아나운서이다.
2013년에 TBS 텔레비전의 'みのもんたの朝ズバッ!(미노 몬타의 아사즈밧)'라는 방송에서 공동진행자인 미노 몬타(みのもんた)로부터 성추행을 당했다. 미노 몬타가 요시다 아키요의 엉덩이를 손으로 만지려는 것을 뿌리쳤다. 하지만 일본의 낮은 여성 인권상 후술하다시피 오히려 요시다 아키요 측이 타격을 입었다.
이에 방송국 홍보부 측에서는 구두주의하겠다는 발언만 할 뿐 미노 본인에 대한 이야기는 언급도 되지 않았다. 뿐만 아니라 피해자 여성은 오히려 방송을 접고 한동안 잠적해야 했다. 다만 미노 본인도 이 건과 방송사 직원이었던 차남의 절도 행위 후 체포 건으로 끝없이 구설수에 올랐지만, 기자 회견 자리에서는 여전히 성희롱 사실을 부인했다. 이후 그가 진행하던 방송 프로그램 다수가 하차 조치되었고, 몇개월 뒤에 복귀했으나, 이전 만큼의 인기는 아니게 되었고, 결국, 2021년 3월을 끝으로 고정으로 진행하는 프로가 전무한 상황이 되었다. 결국 퇴사하고 프리랜서로 전향했다. 하지만 기업인으로서의 미노 몬타는 아버지가 운영하던 닛코쿠라는 제조업체를 물려받았고, 지금도 사장으로 있기 때문에 별 타격없이 활동하고 있다.